# Lutherse kerk (Groningen)
De Lutherse Kerk is een lutherse kerk in de Haddingestraat te Groningen. De kerk werd in 1696 in gebruik genomen. De kerk wordt ook wel zwaantjeskerk genoemd, in de top van de voorgevel heeft het een gevelsteen in de vorm van een zwaan. In de kerk bevindt zich het graf van orgelbouwer Albertus Antoni Hinsz.
In de kerk zijn twee orgels aanwezig: één gebouwd door de firma Van Oeckelen (1896) en een reconstructie van het orgel van Arp Schnitger (uit 1717) van de hand van Bernhardt Edskes (2017).
De Lutherse kerk is de thuisbasis van het Luthers Bach Ensemble.

## Afbeeldingen

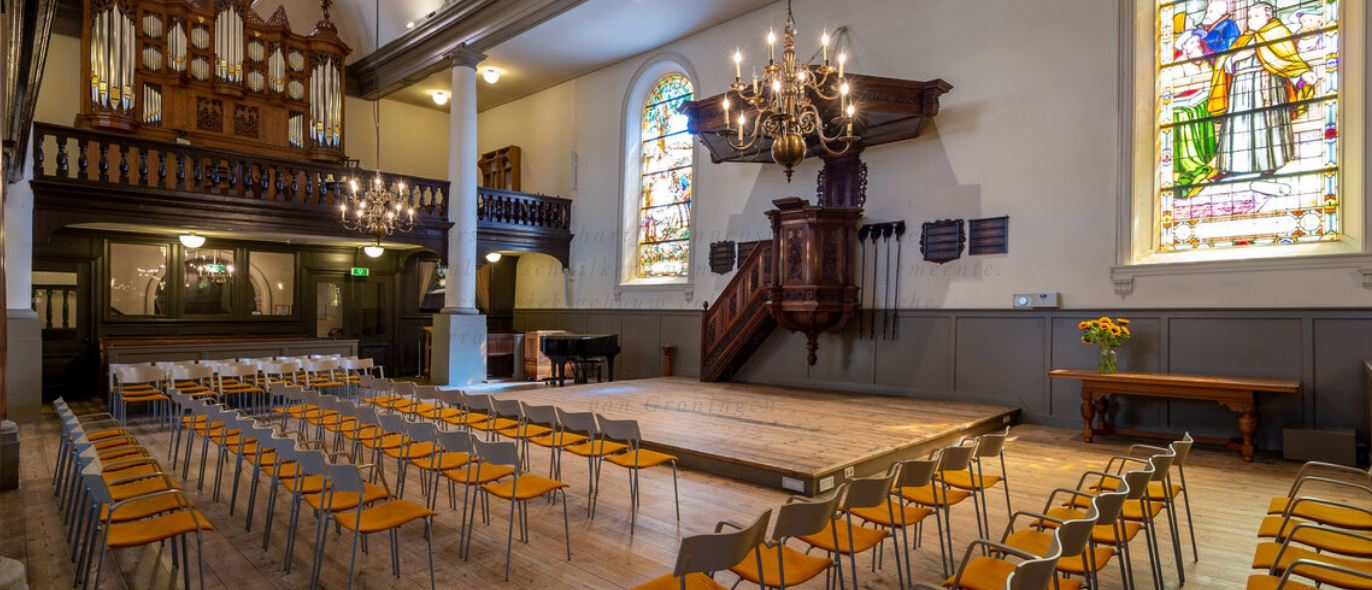
kerkzaal Lutherse Kerk Groningen
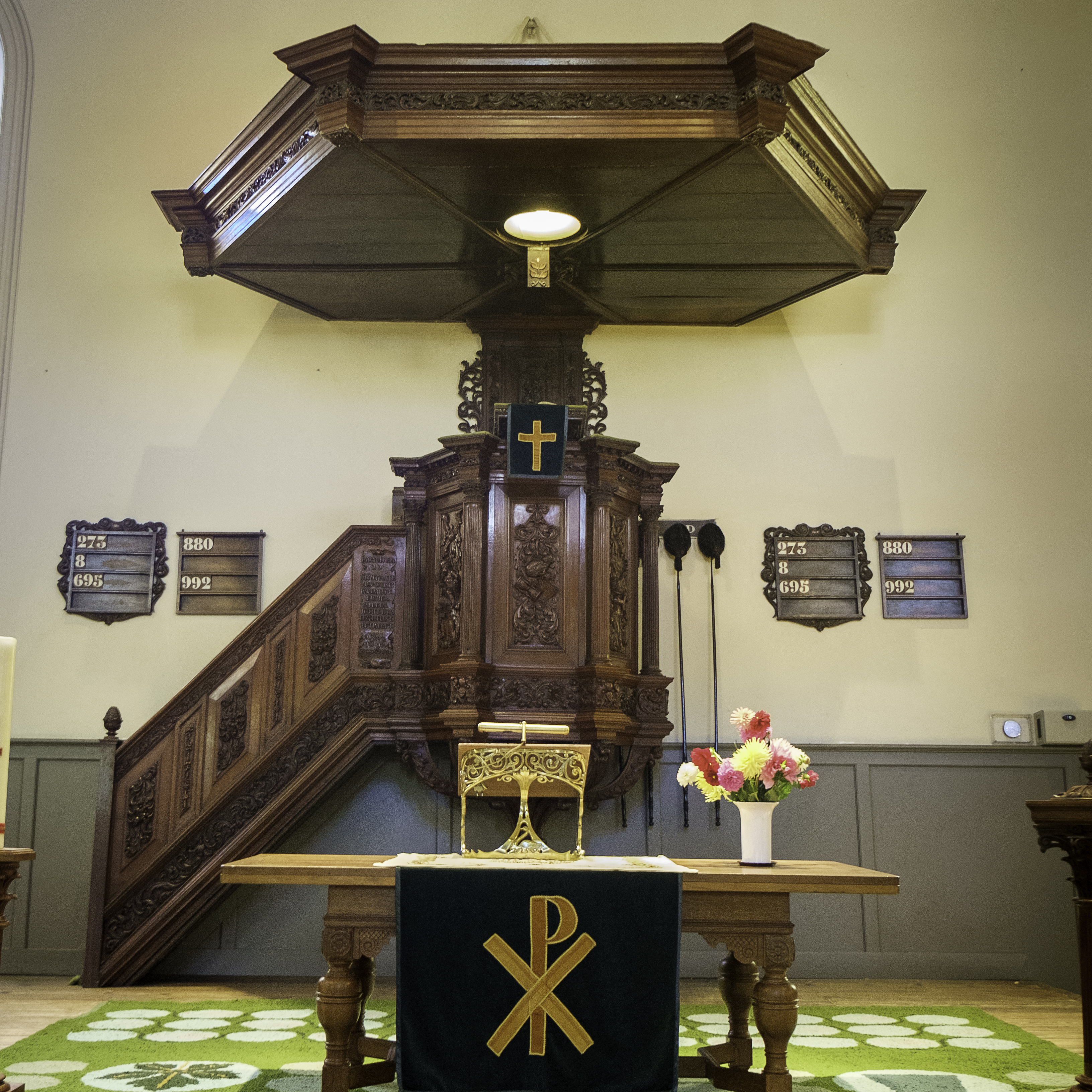
Preekstoel
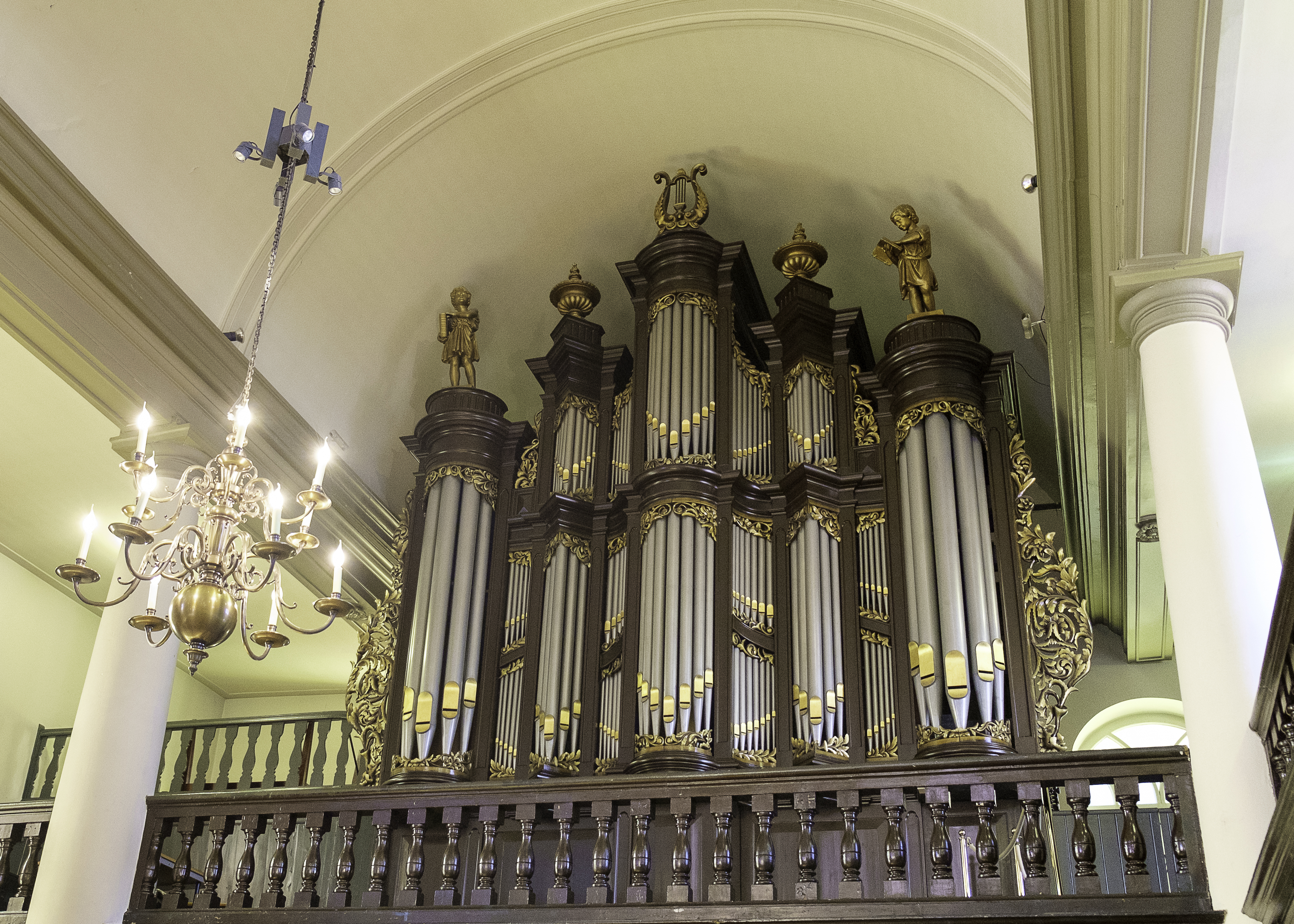
Het orgel (1896) gebouwd door Van Oeckelen
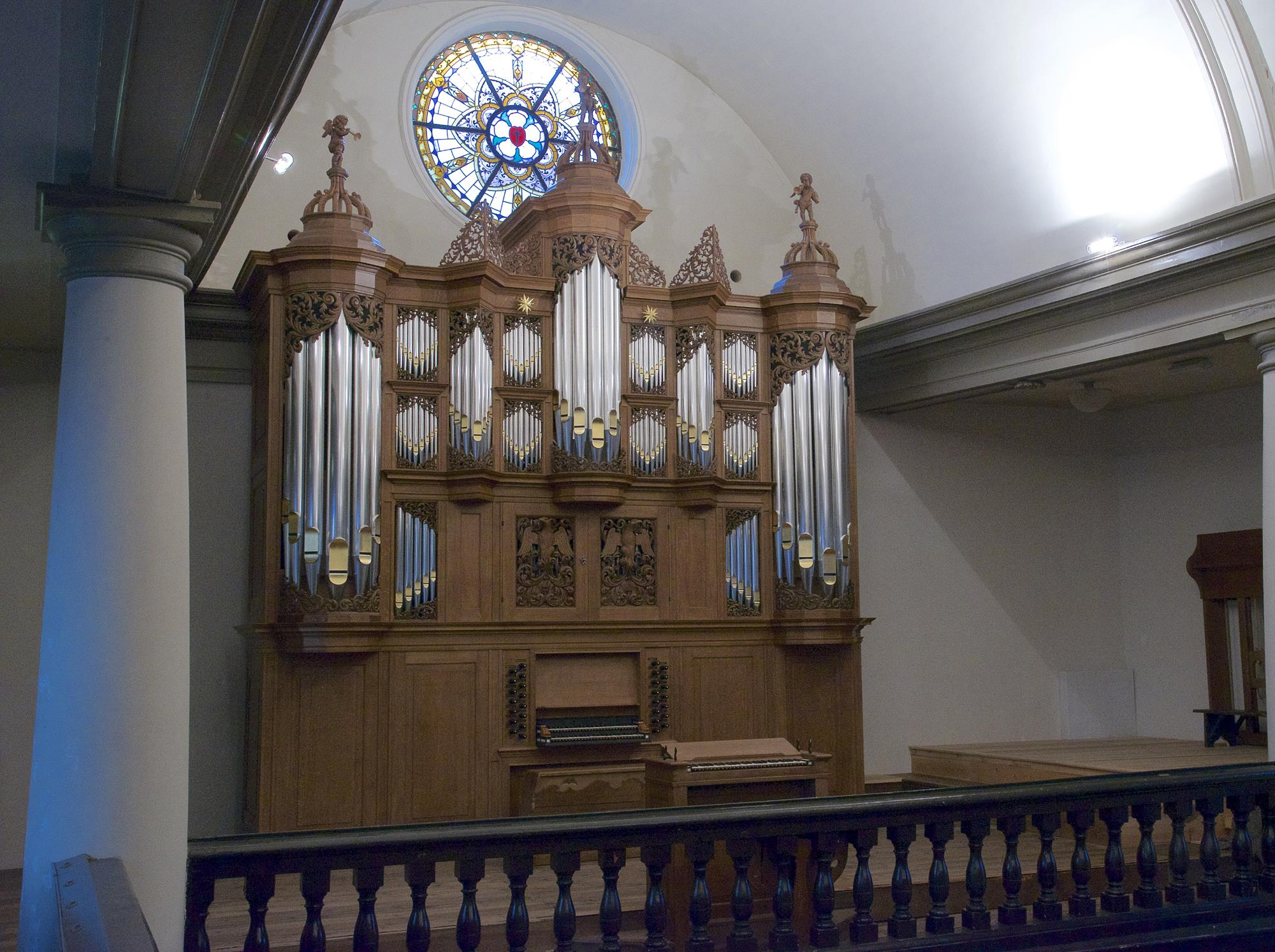
Schnitger orgel (reconstructie 2017) gebouwd door Bernhardt Edskes
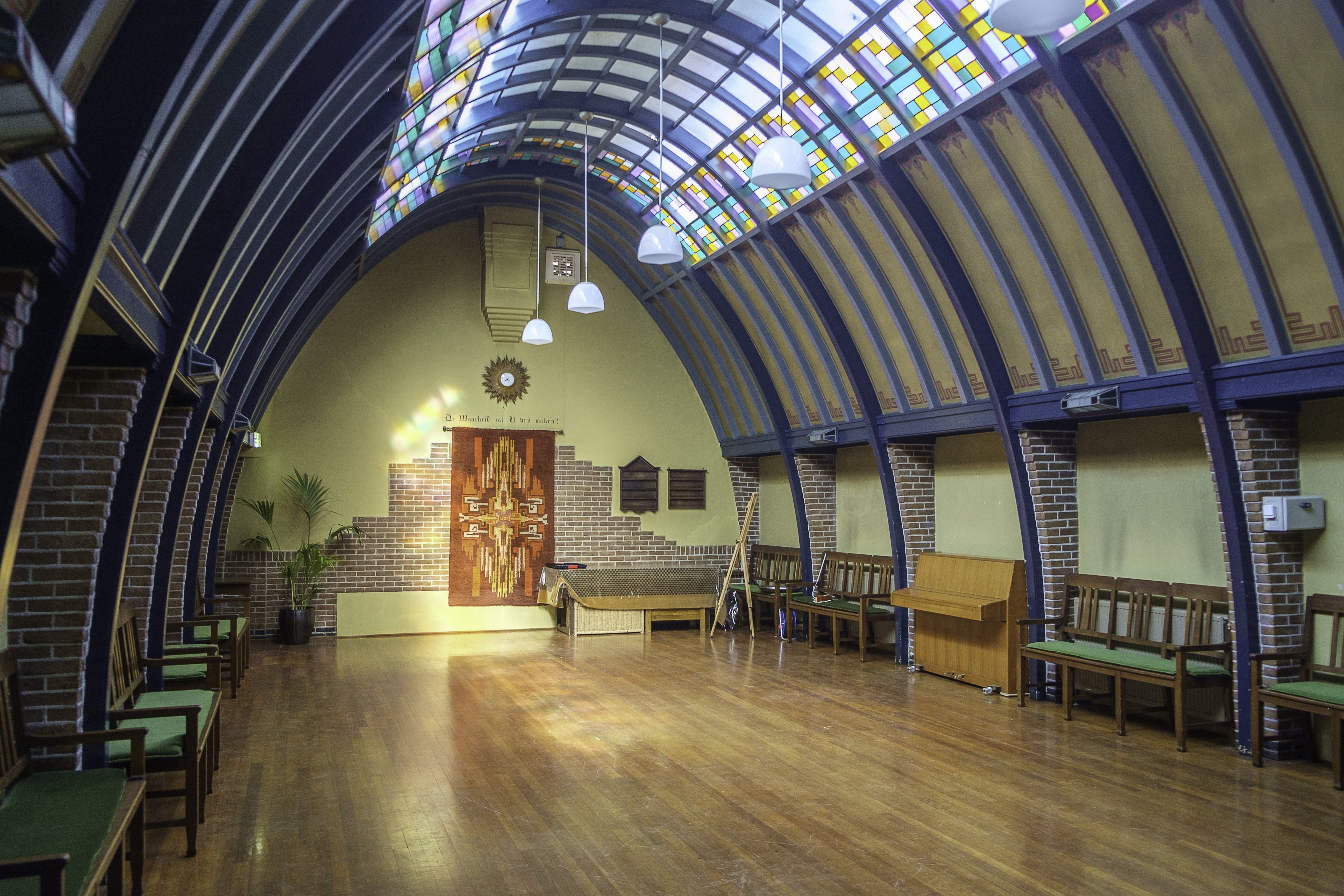
Lutherzaaltje naast de kerk. Verenigingsgebouwtje uit 1925, opgetrokken in de stijl van de Amsterdamse School in opdracht van de Vrijzinnig Lutherse Vereniging. Architect: architectenbureau Kazemier & Tonkens
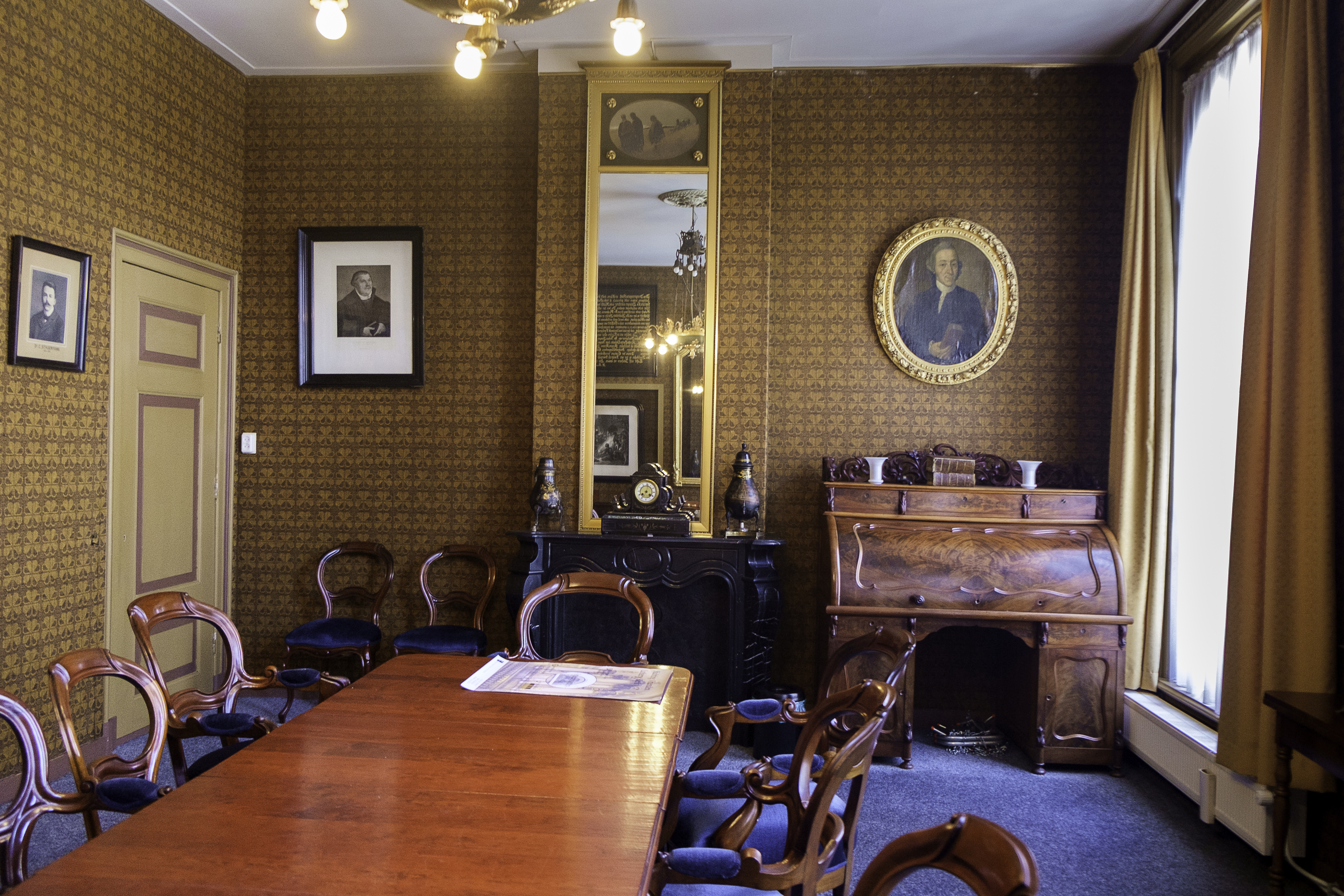
Kerkenraadskamer

### Kerkramen

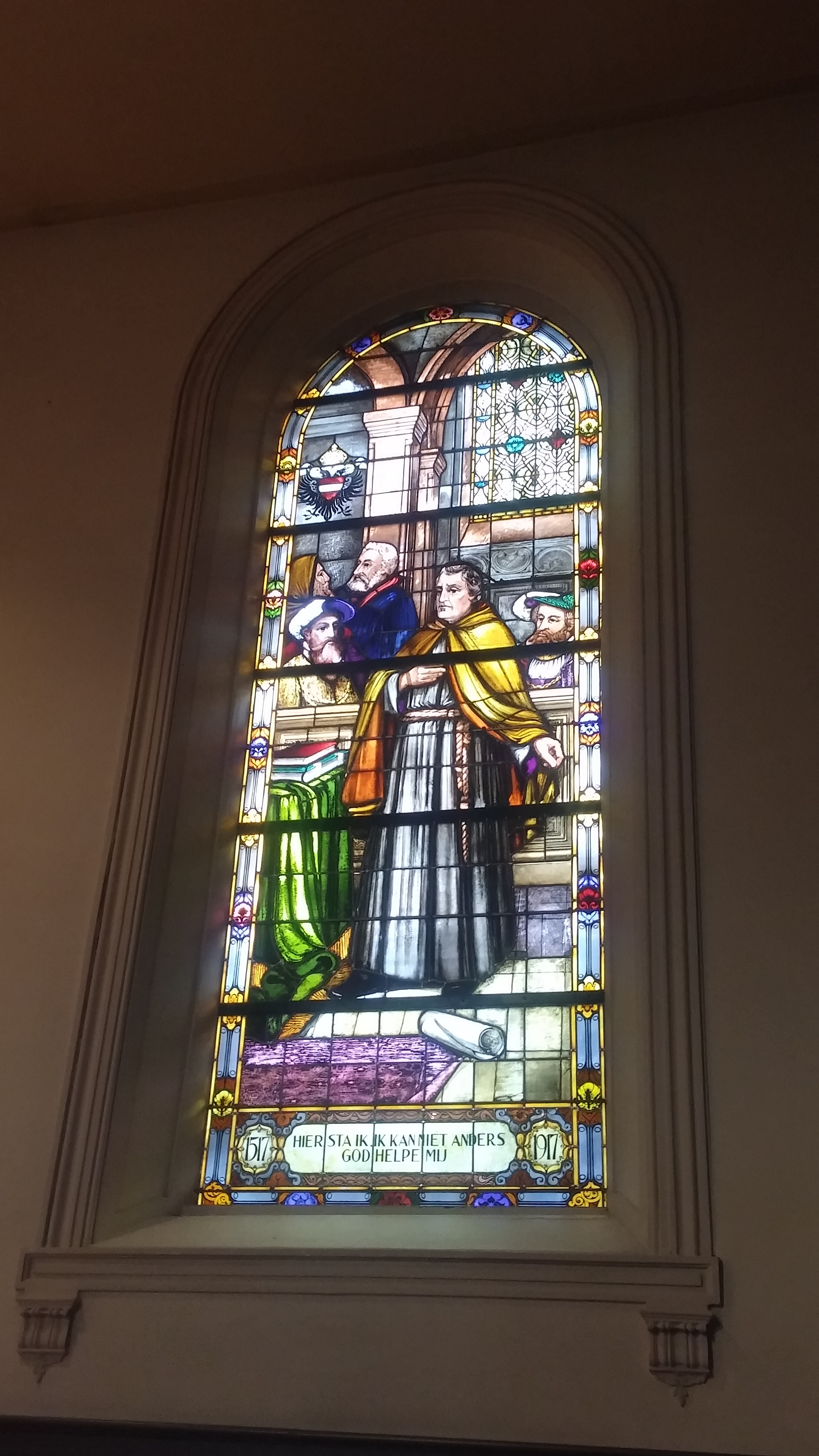
Luther 1517
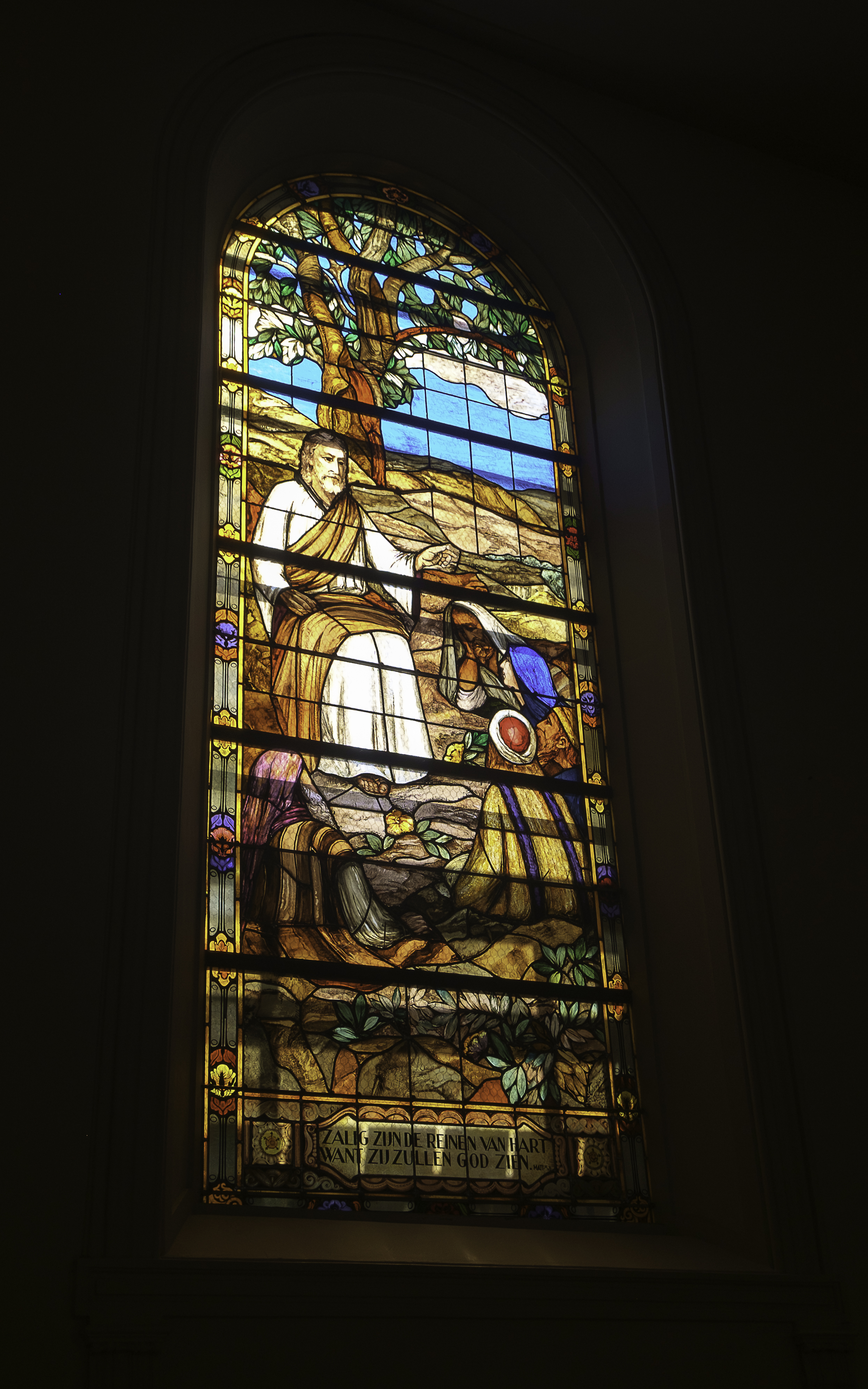
Zalig de reinen van hart
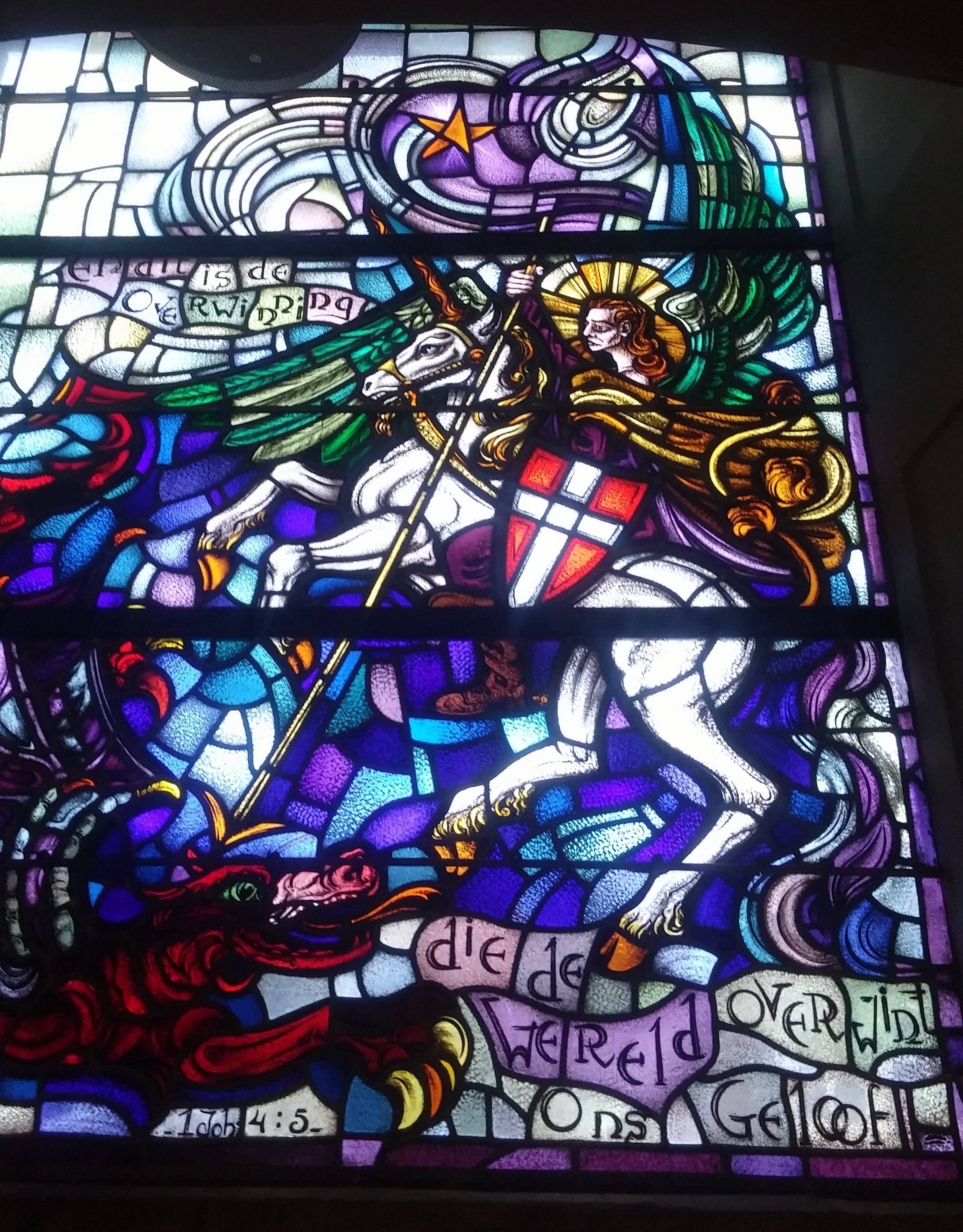
St. Joris en de draak
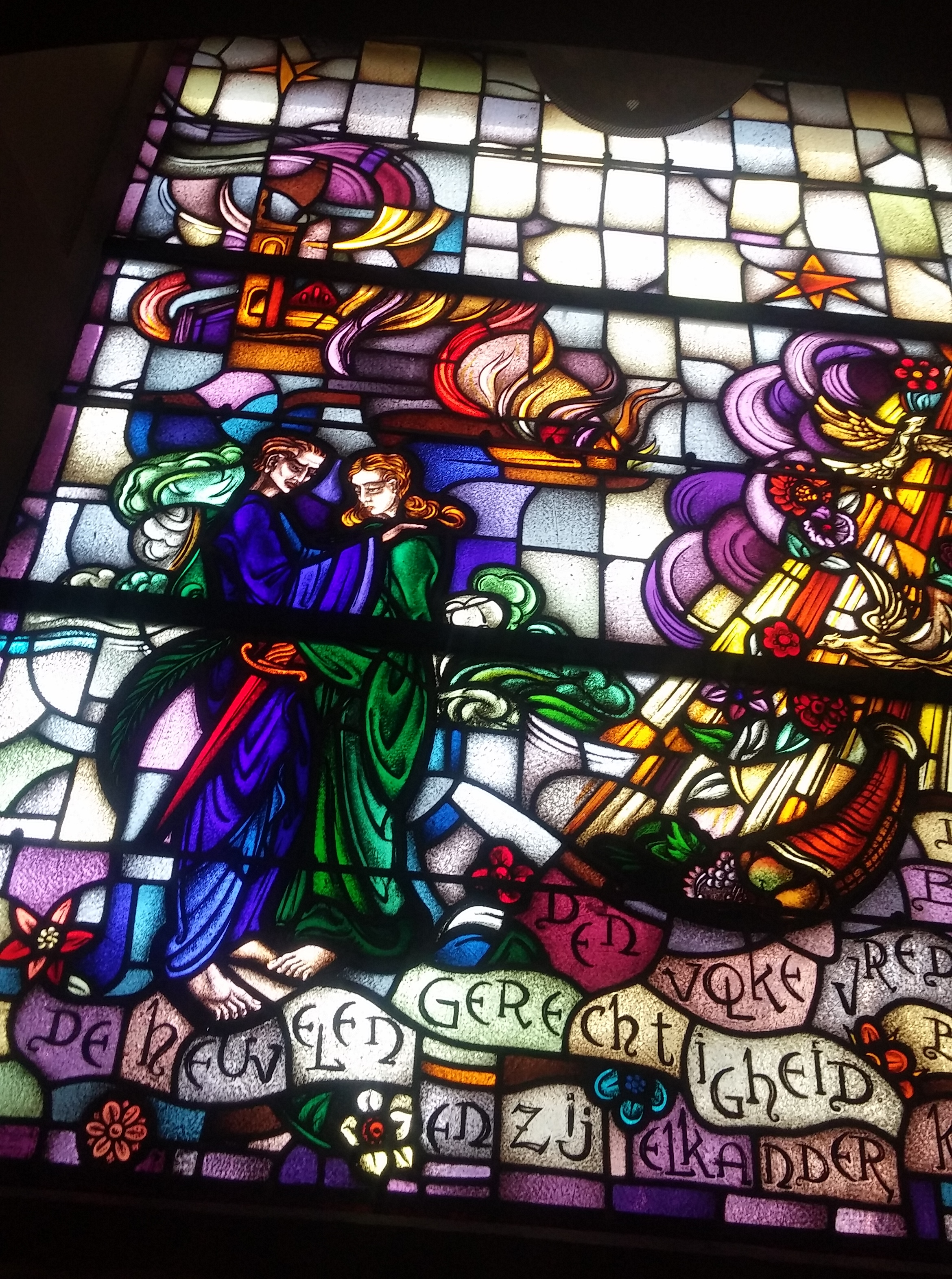
De bergen zullen den volke vrede dragen
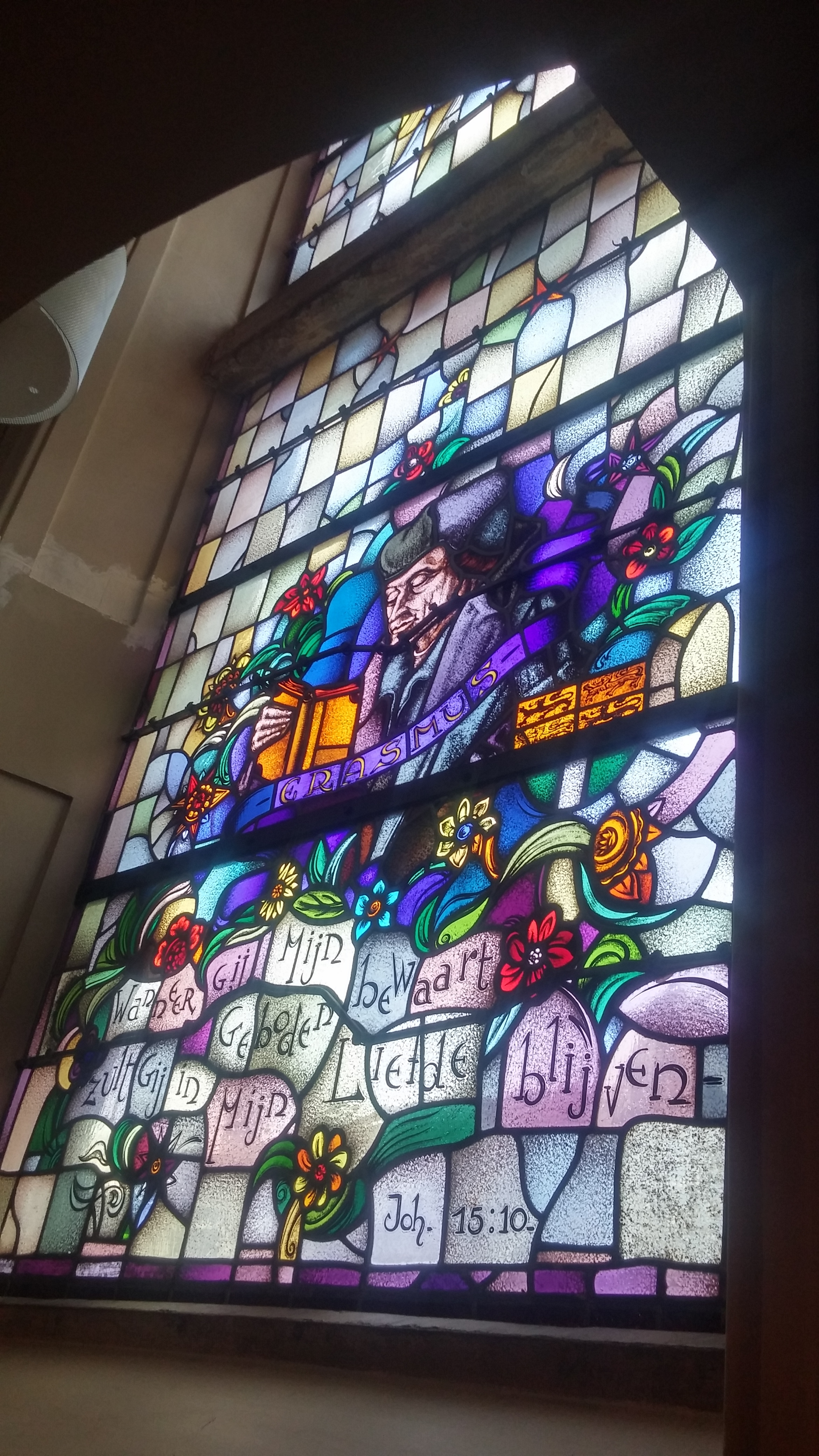
Erasmus